# Orientita
La orientita es un mineral de la clase de los sorosilicatos. Fue descubierta en 1921 en el distrito Firmeza de la provincia de Oriente (Cuba), siendo nombrada así por esta localización.

## Características químicas
Es un silicato de calcio y manganeso, hidroxilado e hidratado.
Además de los elementos de su fórmula, suele llevar como impurezas: aluminio, hierro, vanadio, cobre, magnesio, potasio, agua y azufre.

## Formación y yacimientos
Se forma a baja temperatura, en yacimientos de minerales del manganeso en rocas lutitas y andesitas, conglomerados y areniscas. También se ha encontrado reemplazando a la calcita en fisuras en roca basalto.
Suele encontrarse asociado a otros minerales como: todorokita, manganita, pirolusita, neotocita, barita, cuarzo, calcita o braunita.